# Championnat d'Irlande de football 1993-1994
Navigation
Édition précédente Édition suivante
Le Championnat d'Irlande de football en 1993-1994. Shamrock Rovers gagne le championnat. Il s’agit de leur quinzième titre de champion d’Irlande.
Dans le match de promotion/relégation Cobh Ramblers a battu Finn Harps 3 à 1 après les matchs aller-retour et gagné ainsi le droit de rester en Premier Division.
À la fin de la saison descendent en First Division Limerick et Drogheda et montent en Premier Division Sligo et Athlone.
Le barème de point a évolué, passant à 3 points pour une victoire , 1 pour un match nul et 0 pour une défaite.

## Les 22 clubs participants
| Premier Division - Bohemians FC - Cobh Ramblers FC - Cork City FC - Derry City FC - Drogheda United - Dundalk FC - Galway United - Limerick FC - Monaghan United - St. Patrick's Athletic FC - Shamrock Rovers - Shelbourne FC | First Division - Athlone Town - Bray Wanderers - UC Dublin - Finn Harps - Home Farm FC - Kilkenny City AFC - Longford Town - Saint James's Gate FC - Sligo Rovers - Waterford United |

## Classement

### Premier Division
| Place | Club                      | Points | Victoires | Nuls | Défaites | Buts pour | Buts contre | Différence |
| ----- | ------------------------- | ------ | --------- | ---- | -------- | --------- | ----------- | ---------- |
| 1er   | Shamrock Rovers           | 66     | 21        | 3    | 8        | 62        | 30          | +32        |
| 2e    | Cork City FC              | 59     | 17        | 8    | 7        | 60        | 36          | +24        |
| 3e    | Galway United             | 50     | 14        | 8    | 10       | 47        | 42          | +5         |
| 4e    | Derry City FC             | 46     | 12        | 10   | 10       | 37        | 35          | +2         |
| 5e    | Shelbourne FC             | 43     | 11        | 10   | 11       | 42        | 42          | 0          |
| 6e    | Bohemians FC              | 41     | 11        | 8    | 13       | 34        | 35          | -1         |
| 7e    | Monaghan United           | 47     | 13        | 8    | 11       | 41        | 38          | +3         |
| 8e    | Dundalk FC                | 43     | 10        | 13   | 9        | 37        | 27          | +10        |
| 9e    | St. Patrick's Athletic FC | 39     | 9         | 12   | 11       | 32        | 38          | -6         |
| 10e   | Cobh Ramblers FC          | 32     | 8         | 8    | 16       | 31        | 41          | -10        |
| 11e   | Limerick FC               | 29     | 6         | 11   | 15       | 23        | 50          | -27        |
| 12e   | Drogheda United           | 28     | 7         | 7    | 18       | 26        | 58          | -32        |

### First Division
| Place | Club                  | Points | Victoires | Nuls | Défaites | Buts pour | Buts contre | Différence |
| ----- | --------------------- | ------ | --------- | ---- | -------- | --------- | ----------- | ---------- |
| 1er   | Sligo Rovers          | 50     | 14        | 8    | 5        | 42        | 19          | +23        |
| 2e    | Athlone Town          | 46     | 11        | 13   | 3        | 34        | 22          | +12        |
| 3e    | Finn Harps            | 42     | 11        | 9    | 7        | 35        | 35          | +0         |
| 4e    | UC Dublin             | 40     | 10        | 10   | 7        | 37        | 23          | +14        |
| 5e    | Longford Town         | 34     | 9         | 7    | 11       | 35        | 39          | -4         |
| 6e    | Home Farm FC          | 32     | 7         | 11   | 9        | 34        | 39          | -5         |
| 7e    | Waterford United      | 31     | 6         | 13   | 8        | 32        | 33          | -1         |
| 8e    | Kilkenny City AFC     | 30     | 7         | 15   | 7        | 31        | 42          | -11        |
| 9e    | Bray Wanderers        | 27     | 4         | 15   | 8        | 17        | 27          | -10        |
| 10e   | Saint James's Gate FC | 16     | 1         | 13   | 13       | 23        | 41          | -18        |

## Source
- (en) Alex Graham, Football in the Republic of Ireland : a Statistical Record 1921–2005, Soccer Books Ltd, novembre 2005, 142 p. (ISBN 978-1862231351).